# حبوش
حبوش (به عربی: حبوش) یک منطقهٔ مسکونی در لبنان است که در شهرستان نبطیه واقع شده‌است.